# Satoshi Shingaki
Satoshi Shingaki (jap. 新垣 諭, Shingaki Satoshi; * 21. Februar 1964 in Itoman, Japan) ist ein ehemaliger japanischer Boxer im Bantamgewicht.

## Profikarriere
Im Jahre 1982 begann er erfolgreich seine Profikarriere. Am 15. April 1984, bereits in seinem 8. Kampf, boxte er gegen Elmer Magallano um die vakante IBF-Weltmeisterschaft und siegte durch technischen K. o. in Runde 8. Diesen Titel verteidigte im August desselben Jahres gegen Joves De La Puz und verlor ihn im darauffolgenden Jahr an Jeff Fenech durch technischen Knockout.
Im Jahre 1990 beendete er seine Karriere.